# تيا ليوني
تيا ليوني(بالإنجليزية: Téa Leoni)‏(ولدت 25 فبراير 1966) هي ممثلة اميركية من أصول إيطالية شاركت بعدد من أدوار البطولة في أفلام مختلفة منها الحديقة الجوراسية III و ديب إمباكت و باد بويز ولدت ليوني في مدينة نيويورك. كانت والدتها، إميلي آن (باترسون نى)، وهي اختصاصية في الحمية والتغذية، وكان والدها، أنتوني بانتيليوني، وهو محام من شركة فولبرايت وجاوورسكي ] وكان جده لأبيه ليوني من أصل إيطالي وإنجليزي.؛ كان ابن شقيق الاقتصادي الإيطالي وسياسي مافيو بانتيليوني

## روابط خارجية
- تيا ليوني على موقع IMDb (الإنجليزية)
- تيا ليوني على موقع ميتاكريتيك (الإنجليزية)
- تيا ليوني على موقع روتن توميتوز (الإنجليزية)
- تيا ليوني على موقع قاعدة بيانات الأفلام العربية
- تيا ليوني على موقع ألو سيني (الفرنسية)
- تيا ليوني على موقع تيرنر كلاسيك موفيز (الإنجليزية)
- تيا ليوني على موقع أول موفي (الإنجليزية)
- تيا ليوني على موقع بوكس أوفيس موجو (الإنجليزية)
- تيا ليوني على موقع قاعدة بيانات الأفلام السويدية (السويدية)
- تيا ليوني على موقع إن إن دي بي (الإنجليزية)